# Израильско-кувейтские отношения
Государства Израиль и Кувейт не имеют дипломатических отношений. Кувейт запрещает въезд на свою территорию всем лицам, имеющим израильский паспорт, а также любому человеку, который, как может быть доказано, посещал Израиль в прошлом. Израиль, напротив, не имеет каких-либо въездных или торговых ограничений против кувейтских граждан. В период войн между арабскими странами и Израилем, Вооружённые силы Кувейта участвовали против Государства Израиль.

## История
Кувейт бойкотирует израильские товары. В январе 2014 года Кувейт бойкотировал конференцию по возобновляемой энергии в Абу-Даби, так как в ней принимали участие представители еврейского государства.
В 2013 году гражданин Израиля Эльдад Гат приобрёл билет на самолёт кувейтской авиакомпании «Kuwait Airways», которая выполняла рейс по маршруту Лондон-Нью-Йорк. Авиакомпания отказалась обслуживать израильтянина ссылаясь на закон эмирата о запрете на любые контакты с гражданами еврейского государства. Однако, в 2015 году министерство транспорта США признало эту ситуацию дискриминацией и нарушением американского законодательства. Позднее Гат подал на авиакомпанию в окружной суд во Франкфурте-на-Майне, федеральная земля Гессен, ФРГ. Немецкий суд постановил, что отказ перевозить израильтянина на основании его гражданства является неприемлемым, однако отказал истцу в удовлетворении иска, так как власти Германии не могут влиять на решения фирм, зарегистрированных и осуществляющих свою деятельность в третьих странах.
В мае 2018 года на фоне столкновений на границе Израиля и сектора Газа Кувейт заблокировал принятие советом безопасности ООН резолюции, возлагавшей ответственность за эскалацию насилия на группировку ХАМАС. После этого Кувейт выдвинул на голосование проект собственной резолюции, в которой действия Израиля осуждались в одностороннем порядке, а организация ХАМАС вообще не упоминалась. США наложили на этот проект вето и резолюция принята не была.
В сентябре 2018 года в СМИ появились сообщения со ссылкой на израильского кинематографиста Эди Коэна о группе израильтян, которые посетили Кувейт и снимали там документальный фильм о бедуинских жителях района ас-Сулайбия. Позднее лента должна была быть показана по телевидению в США, Великобритании и Франции. Кувейтские спецслужбы опровергли данную информацию.
В конце января 2019 года в Иордании состоялся саммит арабских стран, на котором одним из главных вопросов для обсуждения министров иностранных дел Египта, Саудовской Аравии, Объединенных Арабских Эмиратов, Иордании, Кувейта и Бахрейна стала нормализация отношений с Израилем. Заместитель главы МИД Кувейта Халид аль-Джаралла тем не менее выступил с опровержением этой информации, заявив, что уважает любую позицию других государств по этому вопросу, однако его страна не готова в настоящее время пойти на этот шаг.
В августе 2020 года посол Кувейта в Украине Рашид Хемед аль-Адвани прибыл в Умань и посетил могилу еврейского раввина Нахмана из Бреслава, а также провёл межконфессиональную встречу с другими раввинами. Посол заявил, что много слышал об этом месте и давно хотел посетить его лично.

## Нормализация отношений
После того, как ОАЭ и Бахрейн нормализовали отношения с Израилем в сентябре 2020 года, в СМИ появились обсуждения возможной скорой нормализации между Израилем и Кувейтом. Так, 18 сентября 2020 года об этом заявил американский президент Дональд Трамп.